# Isa (ime)
Isa je muško muslimansko ime, podrijetlom iz arapskog jezika. To je zapravo arapska inačica imena Isus koju koriste muslimani kad oslovljavaju svog proroka Isau, zapravo istovjetnog kršćanskom liku Isusa. Pored muslimana, tim imenom Isusa oslovljavaju i kršćani koji se u bogoslužju služe arapskim jezikom.